# Anzor Alem

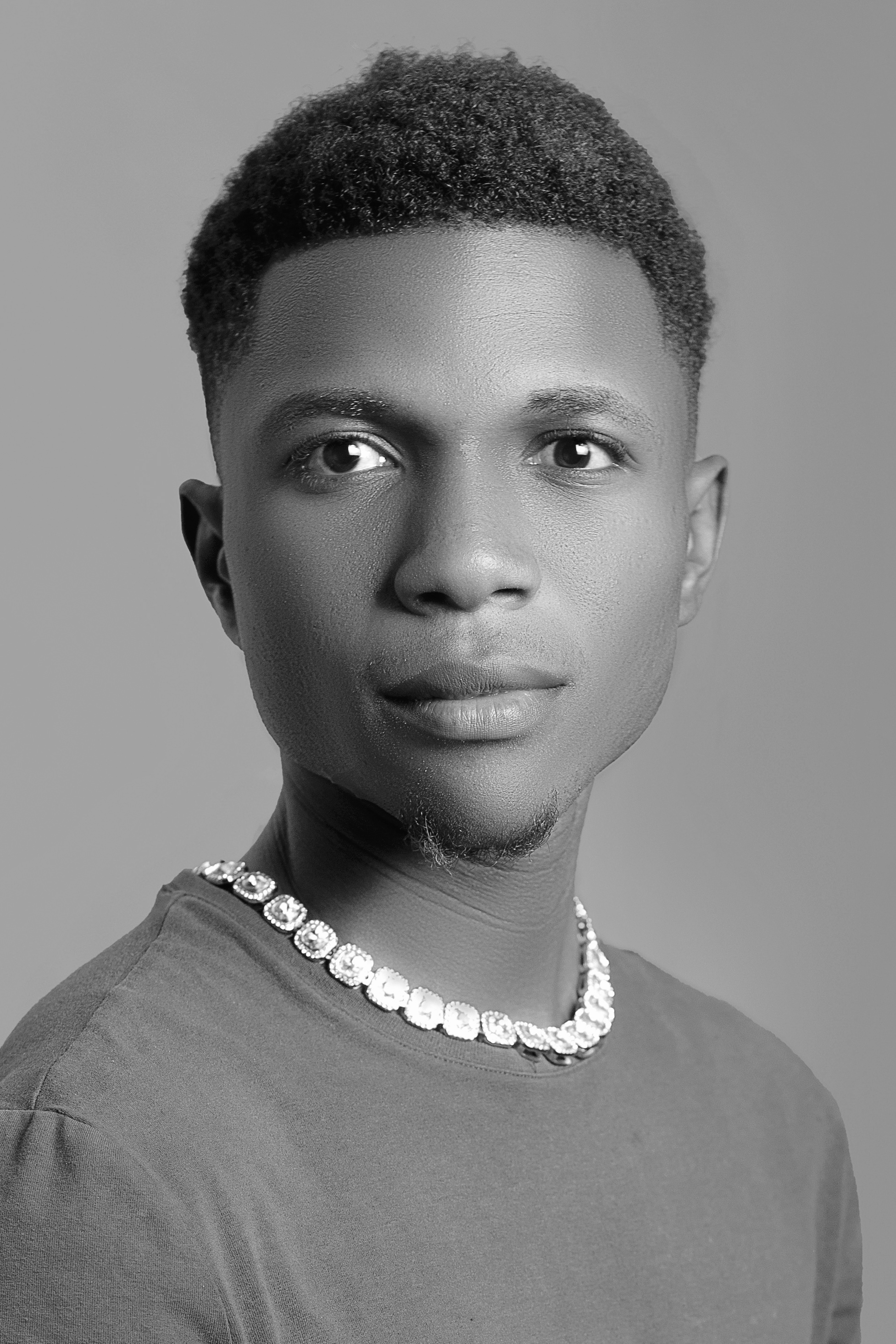
Anzor Alem (2022)

Rashidi Alema Anzor (* 4. April 2001 in Kisangani) ist ein kongolesischer Schauspieler, Filmproduzent und Musiker. Bekannt wurde er durch seine Rolle als „Clove Tomas“ in der Tozoom und Beast.
Nachdem er Nebenrollen in mehreren Spielfilmen gespielt hat, darunter Beast und Ima, bekommt er seine erste Hauptrolle in der Drama-Komödie Baby Boy of House, die ihn der breiten Öffentlichkeit enthüllt. 2022 macht seine Rolle als Reisender „Clover tomas“ Tozoom ihn zu einem anerkannten afrikanischen Schauspieler.

## Kindheit und Privatleben
Rashidi Alema Anzor wurde in Kisangani in der Demokratischen Republik Kongo geboren, Anzor Alem interessierte sich schon in jungen Jahren für das Kino und widmete sich einer Schauspielkarriere. Während die Familie nach Lubumbashi in der Provinz Haut-Katanga im Südosten des Landes zieht, nimmt er 2022 im Alter von 21 Jahren an seiner ersten Filmerfahrung teil, an den Dreharbeiten zu einem Film von Nils Tavernier.
Im Jahr 2023 beginnt er mit dem Schreiben von zwei selbst produzierten Titeln, die auf Hörplattformen ausgestrahlt werden. Nach der Veröffentlichung der Titel Leloyo folgten LOL und Bella im Jahr 2023 im Kontext von Afrobeat aufeinander.
Er ist die älteste der drei Schwestern. Er verbringt einen Teil seiner Kindheit in Goma, wo sich seine Familie niederließ, seine Eltern ließen sich scheiden. Seine Mutter zieht mit ihren Kindern nach Lubumbashi.

## Filmografie
- 2020: Lucky
- 2022: Baby boy of house
- 2022: Ima
- 2022: Tozoom
- 2022: Beast – Jäger ohne Gnade (Beast)